# Under the Influence (альбом Алана Джексона)
| Оценки критиков      | Оценки критиков |
| Источник             | Оценка          |
| -------------------- | --------------- |
| Allmusic             | [ 1 ]           |
| Chicago Tribune      | (positive)      |
| Entertainment Weekly | B+              |
| Mojo                 | (favorable)     |
| No Depression        | (favorable)     |
| People               | (favorable)     |
| Robert Christgau     | [ 7 ]           |
| Rolling Stone        | [ 8 ]           |

Under the Influence — восьмой студийный альбом американского кантри-певца Алана Джексона, вышедший 26 октября 1999 года на лейбле Arista Nashville. Продюсером был Keith Stegall. Диск Джексона достиг второго места в кантри-чарте Top Country Albums и получил платиновую сертификацию.

## Об альбоме
Альбом включает каверы песен других кантри-музыкантов. Третий сингл альбома «It Must Be Love» возглавил кантри-чарт Hot Country Singles. Under the Influence достиг позиции номер 9 в американском хит-параде Billboard 200, а также № 2 в кантри-чарте Top Country Albums. В декабре 1999 года Under the Influence был сертифицирован в платиновом статусе RIAA.
Альбом получил положительные отзывы музыкальных критиков и интернет-изданий.

## История треков
- «Pop a Top» был записан Jim Ed Brown в 1967 году на его альбоме Just Jim и достиг позиции № 3 в кантри-чарте журнала Billboard в 1967 году.
- «Farewell Party»: записан Gene Watson в 1978 году на его альбоме Reflections и был № 5 в кантри-чарте в 1979 году.
- «Kiss an Angel Good Mornin'»: записан Charley Pride в 1971 на альбоме Charley Pride Sings Heart Songs и был № 1 в кантри-чарте в 1971 году.
- «Right in the Palm of Your Hand» записан Mel McDaniel в 1980 году на альбоме I'm Countryfied и был № 10 в кантри-чарте в 1981 году.
- «The Blues Man»: записан Hank Williams, Jr. в 1980 на альбоме Habits Old and New.
- «Revenooer Man»: записан George Jones какe B-side на сингле 1963 года «I Love You Because».
- «My Own Kind of Hat»: записан Merle Haggard в 1979 на альбоме Serving 190 Proof и был № 4 в кантри-чарте в 1979 году.
- «She Just Started Liking Cheatin' Songs»: записан John Anderson в 1980 году на альбоме John Anderson и был № 13 в кантри-чарте в 1980 году.
- «The Way I Am»: записан Merle Haggard в 1980 году на альбоме The Way I Am и был № 2 в кантри-чарте в 1980 году.
- «It Must Be Love»: записан Don Williams on the 1978 на альбоме Expressions и был № 1 в кантри-чарте в 1979 году.
- «Once You've Had the Best»: записан George Jones в 1974 году на альбоме The Grand Tour и был № 3 в кантри-чарте в 1973 году.
- «Margaritaville»: записан Jimmy Buffett в 1977 году на альбоме Changes in Latitudes, Changes in Attitudes и достиг 8-го места в чарте Billboard Hot 100 в 1977 году[9]

## Список композиций
| №   | Название                                   | Автор(ы)                | Длительность |
| --- | ------------------------------------------ | ----------------------- | ------------ |
| 1.  | «Pop a Top»                                | Nat Stuckey             | 3:04         |
| 2.  | «Farewell Party»                           | Lawton Williams         | 4:07         |
| 3.  | «Kiss an Angel Good Mornin'»               | Ben Peters              | 2:04         |
| 4.  | «Right in the Palm of Your Hand»           | Bob McDill              | 3:38         |
| 5.  | «The Blues Man»                            | Hank Williams Jr.       | 7:04         |
| 6.  | «Revenooer Man»                            | Johnny Paycheck         | 2:32         |
| 7.  | «My Own Kind of Hat»                       | Merle Haggard, Red Lane | 3:22         |
| 8.  | «She Just Started Liking Cheatin' Songs»   | Kent Robbins            | 2:43         |
| 9.  | «The Way I Am»                             | Sonny Throckmorton      | 3:05         |
| 10. | «It Must Be Love»                          | McDill                  | 2:53         |
| 11. | «Once You've Had the Best»                 | Paycheck                | 4:10         |
| 12. | «Margaritaville» (featuring Jimmy Buffett) | Jimmy Buffett           | 4:15         |

## Позиции в чартах
| Чарт (1999)                        | Высшая позиция |
| ---------------------------------- | -------------- |
| Канада (RPM)                       | 36             |
| Канада (Country Albums, RPM)       | 4              |
| США (Billboard 200)                | 9              |
| США (Billboard Top Country Albums) | 2              |

| Год  | Сингл             | Высшая позиция | Высшая позиция | Высшая позиция |
| Год  | Сингл             | US Country     | US             | CAN Country    |
| ---- | ----------------- | -------------- | -------------- | -------------- |
| 1999 | «Pop a Top»       | 6              | 43             | 2              |
| 2000 | «The Blues Man»   | 37             | —              | 29             |
| 2000 | «It Must Be Love» | 1              | 37             | 4              |

| Чарт (1999)                        | Позиция |
| ---------------------------------- | ------- |
| США Top Country Albums (Billboard) | 38      |
| Чарт (2000)                        | Позиция |
| США Billboard 200                  | 79      |
| США Top Country Albums (Billboard) | 8       |
| Чарт (2001)                        | Позиция |
| США Top Country Albums (Billboard) | 51      |

| Регион | Ассоциация | Сертификации | Продажи    |
| ------ | ---------- | ------------ | ---------- |
| США    | RIAA       | Платиновый   | 1,000,000+ |